# Špilja Loltun
Špilja Loltun je špilja na poluotoku Yucatánu, otprilike 7 km južno od Oxkutzcaba. Špilja sadrži slike koje se pripisuju civilizaciji Maya iz kasne pretklasične ere ili čak i starije. Naziv je majanski za "Cvjetni kamen" ("Lol-Tun").

## Povijest
Ova pećina je duga oko dva kilometra. Unutar Loltúna postoje dokazi koji potvrđuju ljudsko prisustvo, poput pronađenih kostiju mamuta, bizona, mačaka i jelena iz pleistocena. Na zidovima možete promatrati prirodne formacije i slike, ručno oslikane s prikazima negativnih ljudskih lica naslikanih na zidovima, skulpturalne prikaze, prikaze životinja i nekih geometrijskih oblika. Pronađen je i alat.
Prahispanske Maje također su koristile špilju kao sklonište i vadile glinu za izradu svojih alata. Obilazak nudi posjete galerijama i prirodnim formacijama koje su lokalno poznate kao soba glazbenih stupova, svod poznat kao katedrala, jaltunes, Grand Canyon, klip kukuruza, dijete, crne ručne slike, soba stalaktita i rovovi. Iskopana je šupljina Huechil gdje su pronađeni ostaci izumrle faune poput kostiju mamuta i vegetacije drugačije od današnje. Prisustvo ljudi u Loltúnu traje više od 10.000 godina i služila je kao skrovište tijekom kastinskog rata.

## Lokacija
Nalazi se 110 kilometara jugozapadno od Méride. 7 je km južno od grada Oxkutzcaba.

## Vanjske poveznice
- Arhiva fotografija špilje Loltun
- INAH službena stranica
- Pećine Yucatana  Arhivirana inačica izvorne stranice od 11. ožujka 2016. (Wayback Machine)
- Foto esej špilje Loltun